# Byronismus
Byronismus (také byronský romantismus) je forma romantismu, založená na díle anglického romantického básníka George Gordona Byrona (odtud název). Jejím charakteristickým znakem je (zpravidla neúspěšná) vzpoura talentovaného, výjimečného jedince proti společnosti. Jedinec požaduje po světě svobodu pro svůj život a talent, svoboda je také častým tématem děl tohoto proudu. Vzhledem k tomu, že vzpoura je obvykle neúspěšná, jsou díla tohoto směru obvykle velmi pesimistická (světabol). Kromě zakladatele žánru patřili k význačným autorům žánru např. Michail Jurjevič Lermontov, Juliusz Słowacki, Alfred de Vigny, Victor Hugo, Karel Hynek Mácha či Percy Bysshe Shelley.